# طريق رقم 5 (العراق)
الطريق رقم 5 هو طريق سريع يمتد من بعقوبة إلى معبر خسروي الحدودي وإلى قصر شيرين في إيران، يمر عبر المقدادية والسعدية وخانقين.